# Pander S.4 Postjäger
El Pander S.4 Postjäger fue un avión postal trimotor diseñado y construido por la firma H. Pander & Zn. Se construyó un único ejemplar que resultó destruido durante la Carrera Aérea MacRobertson.

## Historia
El S.4 fue diseñado como un avión postal rápido y especializado con la intención de competir con KLM en el servicio postal entre los Países Bajos y las Indias Orientales Neerlandesas .
Era un monoplano de ala baja de tres plazas impulsado por tres motores radiales Wright Whirlwind de 420 hp (313 kW). El interior del avión se dividió en tres compartimentos, cabina de mando, sala de radio y bodega de carga para el correo (500 kg). Tenía un tren de aterrizaje retráctil convencional con una rueda trasera. Contaba con seis tanques de combustible, tres en cada ala, con una capacidad total de 2.100 l. Registrado PH-OST , voló por primera vez el 6 de octubre de 1933.
Efectuó un primer servicio postal a Batavia en diciembre de 1933. En 1934, el S.4 fue inscrito en la Carrera Aérea MacRobertson entre Londres y Melbourne, partió de Mildenhall el 20 de octubre de 1934 con tres tripulantes y después de 36 horas llegó a Allahabad , India. El avión tuvo que retrasar su salida hasta el 26, ya que el tren y las hélices central y de babor sufrieron daños durante el aterrizaje; sin embargo, después de ser reparada y mientras maniobraba para la salida, golpeó un automóvil de servicio, se incendió y resultó destruido; la tripulación pudo escapar con heridas leves.
Referencia datos: Flight 05 October 1933, The Aerial Phost, Jane's all the World's Aircraft 1934, Pander S.4 Postjager Trimotor Mailplane

### Características generales
- Tripulación: 3
- Carga: 500 kg
- Longitud: 12,5 m
- Envergadura: 16,6 m
- Altura: 2,9 m
- Superficie alar: 44,98 m²
- Peso vacío: 3.025 kg
- Peso máximo al despegue: 5.500 kg
- Planta motriz: 3× radial 9 cilindros enfriados por aire Wright R-975E-3 Whirlwind.
  - Potencia: 313 kW (432 HP; 426 CV) cada uno.

### Rendimiento
- Velocidad nunca excedida (Vne): 370 km/h
- Velocidad crucero (Vc): 300 km/h
- Alcance: 2.430 km
- Techo de vuelo: 5.400 km